# ساليش كومار
ساليش كومار (بالإنجليزية: Salesh Kumar)‏ (مواليد 28 يوليو 1981 في فيجي) لاعب كرة قدم فيجي دولي يجيد اللعب في خط الوسط . يلعب حاليا لصالح نادي لاوتوكا الفيجي منذ 2009 .

## روابط خارجية
- ساليش كومار على موقع الاتحاد الدولي (مؤرشف)  (الإنجليزية)
- ساليش كومار على موقع قاعدة بيانات كرة القدم.إي يو (الإنجليزية)
- ساليش كومار على موقع ناشيونال فوتبول تيمز (الإنجليزية)
- ساليش كومار على موقع كووورة